# Megastigmus eucalypti
Megastigmus eucalypti är en stekelart som beskrevs av Girault 1915. Megastigmus eucalypti ingår i släktet Megastigmus och familjen gallglanssteklar. Inga underarter finns listade i Catalogue of Life.